# Burgruine Rabenstein (Niederbayern)
Die Burgruine Rabenstein, früher auch Ritenburg genannt, ist eine ehemalige hochmittelalterliche Adelsburg am Ende des Schambachtals am steilen Berghang unterhalb des Schlosses Rosenburg über der Stadt Riedenburg im niederbayerischen Landkreis Kelheim in Deutschland. Sie ist unter der Aktennummer D-2-73-164-13 als Baudenkmal verzeichnet. Die Anlage wird ferner als Bodendenkmal unter der Aktennummer D-2-7036-0240 mit der Beschreibung „untertägige Befunde im Bereich der mittelalterlichen Burgruine Rabenstein“ geführt.
Die Ruine der Spornburg ist jederzeit frei zugänglich und dient heute als Aussichtspunkt.

## Geographische Lage
Die ehemalige Burg Rabenstein befindet sich im östlichen Bereich der Fränkischen Alb im unteren Teil des Altmühltales, über der Einmündung der Schambach in die Altmühl bzw. in den Main-Donau-Kanal im Naturpark Altmühltal. Sie steht 125 Meter östlich des unmittelbar benachbarten Schlosses Rosenburg auf einer nach Osten gerichteten Spornkuppe auf etwa 430 m ü. NN Höhe und somit 100 Meter über dem Tal.
Die Ruine befindet sich etwa 100 Meter südsüdwestlich der katholischen Pfarrkirche Sankt Johann Baptist in Riedenburg.
In der Nähe befinden sich noch weitere ehemalige mittelalterliche Burgen: Die Burg Rabenstein bildet mit der Rosenburg, der nur wenige hundert Meter nordwestlich gelegenen ehemaligen Burg Tachenstein und dem auf der gegenüberliegenden Altmühltalseite gelegenen Schloss Aicholding die Burgengruppe Riedenburg.
In Sichtweite der Ruine steht auch die guterhaltene Burg Prunn nur wenige Kilometer Altmühltal abwärts, noch etwas weiter altmühlabwärts die Burgruine Randeck. Talaufwärts im Schambachtal befindet sich das Schloss Hexenagger und einige Burgställe um den Ort Hexenagger. In nordwestlicher Richtung stehen das Schloss Eggersberg und die Ruine Eggersberg mit dem in Resten erhaltenen Bergfried, und etwas weiter die Ruine Flügelsberg.

## Geschichte
Vermutlich wurde die Burg Anfang des 12. Jahrhunderts von den Burggrafen von Regensburg erbaut. Ab 1400 wurde der Herrensitz nicht mehr erwähnt und verfiel nach Zerstörung im 16. Jahrhundert. Von der ehemaligen Burganlage, die über eine Oberburg und eine Unterburg verfügte, sind noch Mauerreste des Wohnturms und Bruchstücke der Ringmauer erhalten. Der Burgplatz ist heute ein Bodendenkmal.

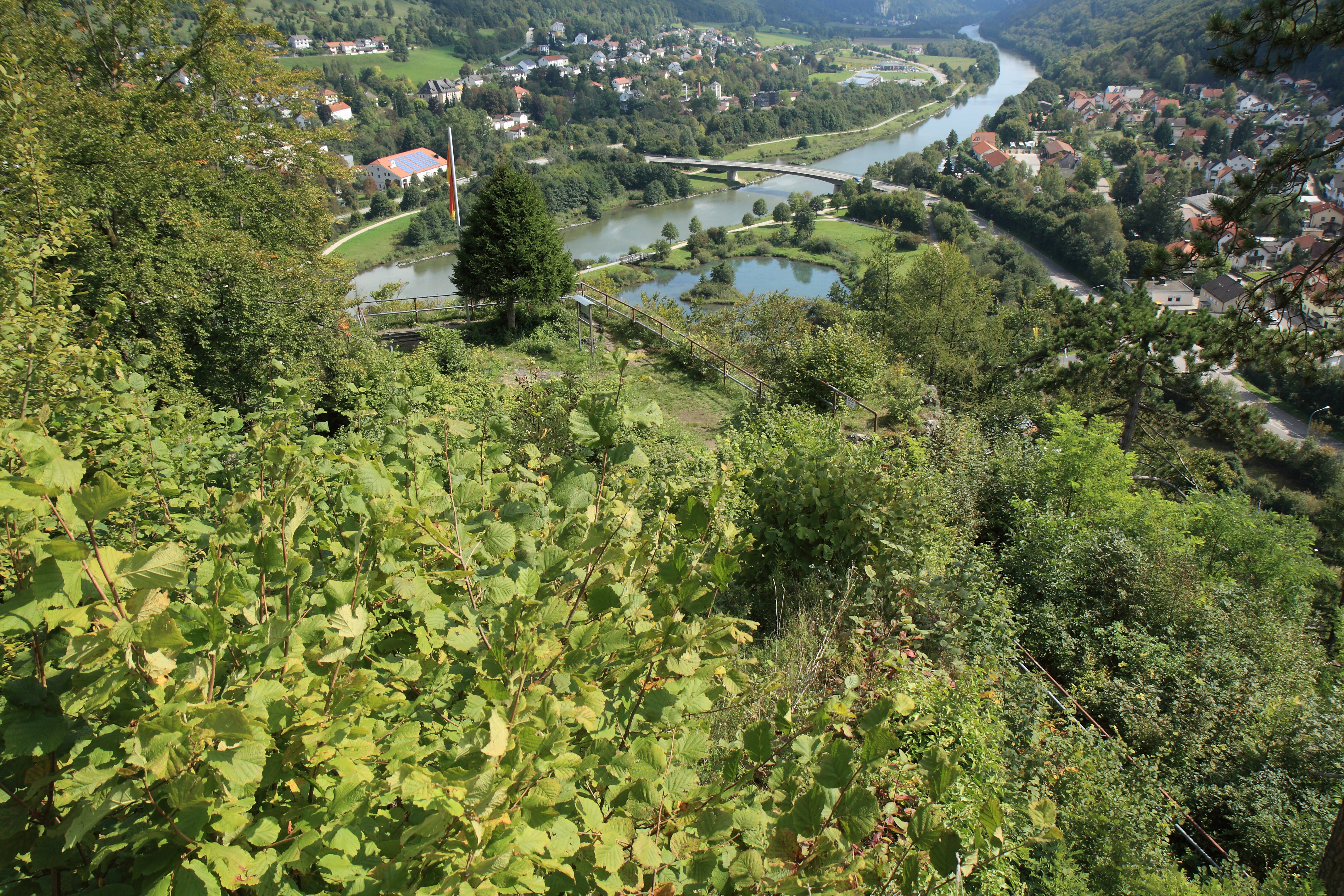
Ansicht der Unterburg
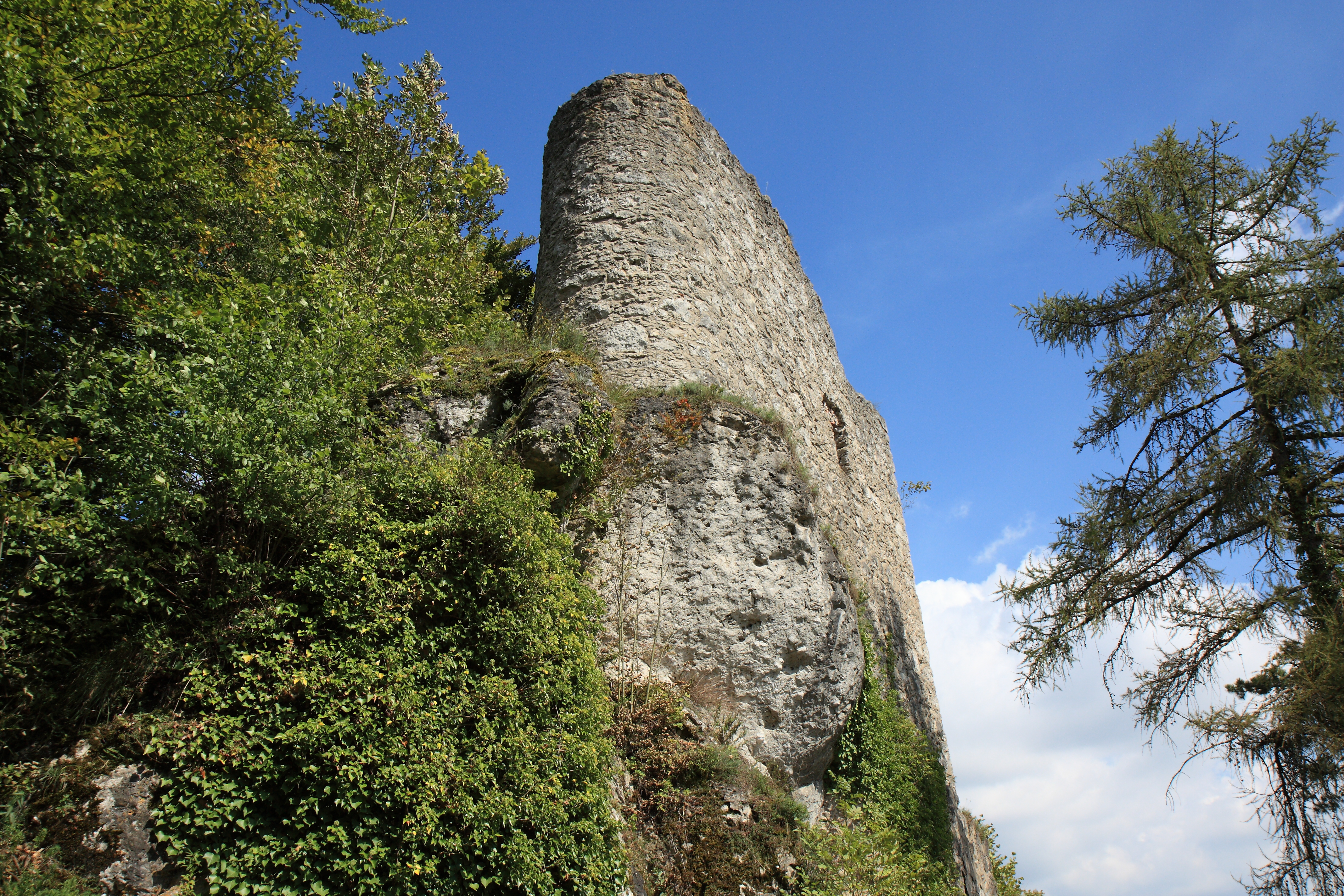
Ansicht der Südwestecke des Wohnturmes